# Скелетон на зимових Олімпійських іграх 2010
Змагання з скелетону на зимових Олімпійських іграх 2010 року в Ванкувері будуть проводитися в (Whistler Sliding Centre) в Вістлері, Британська Колумбія і проходитимуть між 18 і 19 лютого 2010 року.

## Дисципліни (санного спорту)
- Чоловіки
- Жінки

## Розклад змагань
| ! День | Дата                 | Старт | Фініш | Дисципліна | Фази                        |
| ------ | -------------------- | ----- | ----- | ---------- | --------------------------- |
| День 7 | Вівторок, 2010-02-18 | 16:00 | 21:00 | Жінки      | заїзди «1» і «2»            |
| День 7 | Вівторок, 2010-02-18 | 16:00 | 21:00 | Чоловіки   | заїзди «1» і «2»            |
| День 8 | П'ятниця, 2010-02-19 | 15:45 | 20:30 | Жінки      | фінальні заїзди «3» і «4»   |
| День 8 | П'ятниця, 2010-02-19 | 15:45 | 20:30 | Чоловіки   | 'фінальні заїзди «3» і «4»' |

## Кваліфікаційні вимоги

### Перелік країн і учасників від них
| Країна            | Чоловіки | Жінки | Всього |
| ----------------- | -------- | ----- | ------ |
| Австралія         | 1        | 2     | 3      |
| Австрія           | 1        | 0     | 1      |
| Канада            | 3        | 3     | 6      |
| Франція           | 1        | 0     | 1      |
| Німеччина         | 3        | 3     | 6      |
| Велика Британія   | 2        | 2     | 4      |
| Ірландія          | 1        | 0     | 1      |
| Італія            | 1        | 1     | 2      |
| Японія            | 2        | 1     | 3      |
| Латвія            | 2        | 0     | 2      |
| Нова Зеландія     | 2        | 1     | 3      |
| Норвегія          | 0        | 1     | 1      |
| Румунія           | 0        | 1     | 1      |
| Росія             | 2        | 2     | 4      |
| Словенія          | 1        | 0     | 1      |
| Південна Корея    | 1        | 0     | 1      |
| Іспанія           | 1        | 0     | 1      |
| Швейцарія         | 1        | 1     | 2      |
| США               | 3        | 2     | 5      |
| Загалом: 19 країн | 28       | 20    | 48     |

## Турнірні здобутки

### Загальний залік
| Місце | Країна          | Золото | Срібло | Бронза | Загалом |
| ----- | --------------- | ------ | ------ | ------ | ------- |
| 1     | Канада          | 1      | 0      | 0      | 1       |
| 1     | Велика Британія | 1      | 0      | 0      | 1       |
| 3     | Німеччина       | 0      | 1      | 1      | 2       |
| 4     | Латвія          | 0      | 1      | 0      | 1       |
| 5     | Росія           | 0      | 0      | 1      | 1       |

### Медалісти
| Дисципліна | Золото                      | Срібло                      | Бронза                    |
| Чоловіки   | Канада Джон Монтгомері      | Латвія Мартінс Дукурс       | Росія Олександр Третьяков |
| Жінки      | Велика Британія Емі Вільямс | Німеччина Керстін Шимков'як | Німеччина Аня Губер       |